# Кравцов, Станислав Эдуардович
Станислав Эдуардович Кравцов (2 мая 1970 года, Таганрог — 8 августа 1996 года, Грозный) — командир отдельного разведывательного батальона 205-й отдельной мотострелковой бригады 58-й армии Северо-Кавказского военного округа, капитан, Герой России (посмертно).

## Биография
Родился 2 мая 1970 года в городе Таганроге Ростовской области.
В 1987 году окончил среднюю школу № 9 города Таганрога, а затем поступил в Алма-Атинское высшее общевойсковое командное училище, которое окончил с золотой медалью в 1991 году. После окончания училища служил в Северо-Кавказском военном округе, где занимал должности командира взвода, затем командира роты, был назначен начальником штаба отдельного разведывательного батальона.
Начиная с марта 1995 года участвовал в первой чеченской кампании в должности командира разведывательного батальона, был дважды ранен в боях.
7 августа 1996 года, капитан С. Э. Кравцов получил приказ прорваться в центр Грозного и деблокировать подразделения, окружённые в здании Дома Правительства. При продвижении батальон попал в засаду, но Кравцову и его подчинённым удалось отбить атаку и прорваться к своим. На следующей день 8 августа батальон под его командованием вновь предпринял попытку прорваться в центр Грозного, но вновь попал в засаду. Получив тяжёлое ранение, продолжал руководить боем. Вынесен из под огня подчинёнными, умер от ран по пути на базу российских войск. Похоронен в Таганроге.
По мнению участника боевых действий в Афганистане и Чечне майора Вячеслава Измайлова, подразделение комбата Станислава Кравцова накрыли свои случайно.
Указом Президента Российской Федерации от 6 декабря 1996 года Кравцову Станиславу Эдуардовичу присвоено звание Героя Российской Федерации (посмертно).